# Isabella Banks
Isabella Varley Banks (Manchester, 25 de março de 1821 — Londres, 4 de maio de 1897) foi uma escritora, poetisa e romancista britânica.

## Biografia
Natural de Manchester, na Inglaterra, desenvolveu interesse na história e no desenvolvimento político Manchester com o passar do tempo. Seus pais, Amelia e James, eram ativos na política. Morreu em 4 de maio de 1897, em Londres.